# Sportvagns-VM 2019-20
Sportvagns-VM 2019-20 (en. 2019-20 FIA World Endurance Championship) är den åttonde säsongen av internationella bilsportförbundet FIA:s världsmästerskap i sportvagnsracing. Mästerskapet omfattar 8 deltävlingar.

## Tävlingskalender
| Datum                | Tävling                           | Segrare LMP1 Team                               | Segrare LMP2 Team                                        | Segrare LMGTE Pro Team                  | Segrare LMGTE Am Team                             |
| Datum                | Tävling                           | Segrare LMP1 Förare                             | Segrare LMP2 Förare                                      | Segrare LMGTE Pro Förare                | Segrare LMGTE Am Förare                           |
| -------------------- | --------------------------------- | ----------------------------------------------- | -------------------------------------------------------- | --------------------------------------- | ------------------------------------------------- |
| 1 september 2019     | Silverstone 4-timmars             | Toyota Gazoo Racing                             | Cool Racing                                              | Porsche GT Team                         | AF Corse                                          |
| 1 september 2019     | Silverstone 4-timmars             | Mike Conway Kamui Kobayashi José María López    | Antonin Borga Nicolas Lapierre                           | Gianmaria Bruni Richard Lietz           | Emmanuel Collard Nicklas Nielsen François Perrodo |
| 6 oktober 2019       | Fuji 6-timmars                    | Toyota Gazoo Racing                             | Racing Team Nederland                                    | Aston Martin Racing                     | TF Sport                                          |
| 6 oktober 2019       | Fuji 6-timmars                    | Sébastien Buemi Brendon Hartley Kazuki Nakajima | Nyck de Vries Giedo van der Garde Frits van Eerd         | Marco Sørensen Nicki Thiim              | Jonathan Adam Charlie Eastwood Salih Yoluç        |
| 10 november 2019     | Shanghai 4-timmars                | Rebellion Racing                                | Jota Sport                                               | AF Corse                                | TF Sport                                          |
| 10 november 2019     | Shanghai 4-timmars                | Gustavo Menezes Norman Nato Bruno Senna         | António Félix da Costa Anthony Davidson Roberto González | James Calado Alessandro Pier Guidi      | Jonathan Adam Charlie Eastwood Salih Yoluç        |
| 14 december 2019     | Bahrain 8-timmars                 | Toyota Gazoo Racing                             | United Autosports                                        | Aston Martin Racing                     | Team Project 1                                    |
| 14 december 2019     | Bahrain 8-timmars                 | Mike Conway Kamui Kobayashi José María López    | Filipe Albuquerque Philip Hanson Paul di Resta           | Marco Sørensen Nicki Thiim              | Jeroen Bleekemolen Ben Keating Larry ten Voorde   |
| 23 februari 2020     | Circuit of the Americas 6-timmars | Rebellion Racing                                | United Autosports                                        | Aston Martin Racing                     | TF Sport                                          |
| 23 februari 2020     | Circuit of the Americas 6-timmars | Gustavo Menezes Norman Nato Bruno Senna         | Filipe Albuquerque Philip Hanson Paul di Resta           | Marco Sørensen Nicki Thiim              | Jonathan Adam Charlie Eastwood Salih Yoluç        |
| 15 augusti 2020      | Spa 6-timmars                     | Toyota Gazoo Racing                             | United Autosports                                        | Porsche GT Team                         | AF Corse                                          |
| 15 augusti 2020      | Spa 6-timmars                     | Mike Conway Kamui Kobayashi José María López    | Filipe Albuquerque Philip Hanson Paul di Resta           | Michael Christensen Kévin Estre         | Emmanuel Collard Nicklas Nielsen François Perrodo |
| 19-20 september 2020 | Le Mans 24-timmars                | Toyota Gazoo Racing                             | United Autosports                                        | Aston Martin Racing                     | TF Sport                                          |
| 19-20 september 2020 | Le Mans 24-timmars                | Sébastien Buemi Brendon Hartley Kazuki Nakajima | Filipe Albuquerque Philip Hanson Paul di Resta           | Alex Lynn Maxime Martin Harry Tincknell | Jonathan Adam Charlie Eastwood Salih Yoluç        |
| 14 november 2020     | Bahrain 8-timmars                 | Toyota Gazoo Racing                             | Jackie Chan DC Racing                                    | Porsche GT Team                         | Team Project 1                                    |
| 14 november 2020     | Bahrain 8-timmars                 | Mike Conway Kamui Kobayashi José María López    | Gabriel Aubry Will Stevens Ho-Pin Tung                   | Michael Christensen Kévin Estre         | Jörg Bergmeister Egidio Perfetti Larry ten Voorde |

## Slutställning
| Klass | Förare                                       | Märke        | Team                |
| ----- | -------------------------------------------- | ------------ | ------------------- |
| LMP1  | Mike Conway Kamui Kobayashi José María López |              | Toyota Gazoo Racing |
| LMGTE | Marco Sørensen Nicki Thiim                   | Aston Martin |                     |